# 歐文–賀爾分佈
歐文–賀爾分佈（英語：Irwin–Hall distribution）是一種概率分佈，{\displaystyle n}個服從區間{\displaystyle [0,1]}上面的均勻分佈的隨機變量的總和服從參數為{\displaystyle n}的歐文–賀爾分佈。

## 應用
在计算机科学中，將12個服從均勻分佈的隨機數相加可以產生服從參數為12的歐文–賀爾分佈的隨機數，再減6，就得到近似服從標準正態分佈的隨機數。这个是從均勻分佈隨機數產生正態分佈隨機數的一種常用方法。